# 新北市中和區積穗國民小學
新北市中和區積穗國民小學是位於台灣新北市中和區的一所國民小學，創建於民國43年（西元1954年）。

## 校史沿革
- 1954年（民國四十三年）中和國民學校積穗分校成立，馮贊鼎為首任分校主任。

- 1955年（民國四十四）8月1日奉准獨立為積穗國民學校，馮贊鼎為首任校長。

- 1968年（民國五十七年）實施九年國民教育，改名為台北縣中和鄉積穗國民小學。

- 1979年（民國六十八年）1月中和鄉升格為縣轄市，改名為台北縣中和市積穗國民小學。

- 1998年（民國八十七）年8月奉令附設幼稚園。

- 2010年（民國九十九年）12月25日因應臺北縣升格新北市，改名為新北市中和區積穗國民小學。

- 因校舍老舊、安全堪慮，新北市政府斥資逾新臺幣六億元打造一棟全新教學大樓，黃、灰色調的樓層設計，外型有如電影《變形金剛》裡的大黃蜂，為現今校園一大特色。新建教學大樓於2017年完工[1]。

## 交通
- 台北聯營公車307路線
- █臺北捷運萬大線:中和高中站 （興建中）

## 外部連結
- 新北市中和區積穗國民小學 （页面存档备份，存于）